# Мелія Олександр Олександрович
Олександр Олександрович Мелія (?, тепер Республіка Грузія — ?) — український та грузинський інженер, конструктор, начальник конструкторських бюро. Депутат Верховної Ради УРСР 3—5-го скликань.

## Біографія
Закінчив Тбіліський політехнічний інститут. Ще студентом у 1935 році винайшов високопродуктивний (до 20 тисяч штук цегли за зміну) прес для сухого пресування цегли і будівельних деталей. 
У 1936—1938 роках — начальник конструкторського бюро при Президії Московської Ради депутатів. Користувався заступництвом Микити Хрущова.
У 1946 році переїхав до Києва, де очолив конструкторське бюро Київського цегельного заводу Міністерства промисловості будівельних матеріалів УРСР  і допрацював свій винахід. Замовлення на виготовлення пресу розмістили на заводах в Києві і Харкові (всього у 1947—1948 роках було виготовлено 80 штук).
У 1950-х роках — начальник і головний конструктор спеціального конструкторського бюро «Головбудмашина» Міністерства будівельного і шляхового машинобудування СРСР у Києві; начальник спеціального конструкторського бюро Держбуду Української РСР.
У 1955 році запропонував великорозмірні плити напівсухого пресування ПМ 390х290, що значно поліпшило пропорції у порівнянні з попередніми квадратними плитами 294х294. Домігся серійного випуску двох моделей пресу Мелія — АМ-11 і АМ-12(СМ-198).

## Нагороди
- Сталінська премія 1-го ст. (1949)
- ордени
- медалі